# جيوفري ماسون
جيوفري ماسون (بالإنجليزية: Geoffrey Mason)‏ هو متزلج جماعي أمريكي، ولد في 13 مايو 1902 في فيلادلفيا في الولايات المتحدة، وتوفي في 5 يناير 1987 في إيست بروفيدانس في الولايات المتحدة.

## وصلات خارجية
- جيوفري ماسون على موقع أوليمبيديا (الإنجليزية)